# Strażnica WOP Grzmiąca

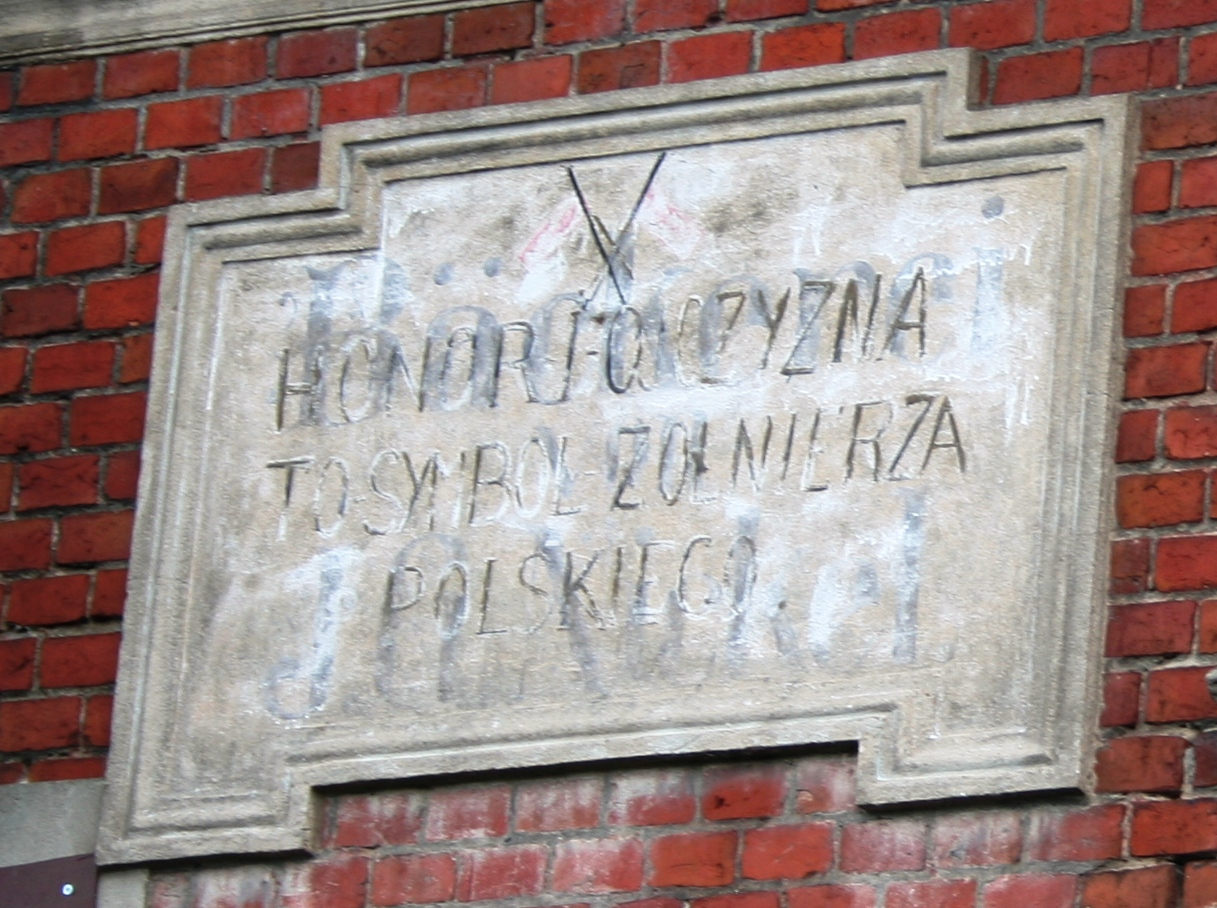
Napis na budynku byłej strażnicy WOP Grzmiąca (wrzesień 2015)

Strażnica WOP Grzmiąca – zlikwidowany podstawowy pododdział graniczny Wojsk Ochrony Pogranicza pełniący służbę graniczną na granicy z Niemiecką Republiką Demokratyczną.

## Formowanie i zmiany organizacyjne

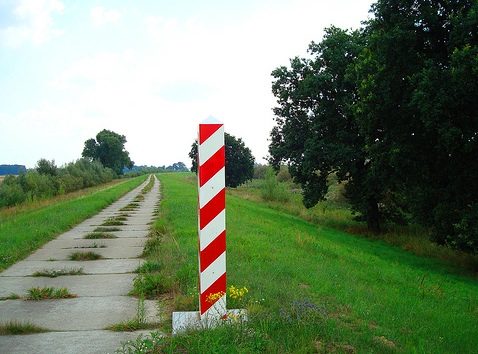
Polski znak graniczny w okolicach Grzmiącej (2009)

Strażnica została sformowana w 1945 w strukturze 8 komendy odcinka Cybinka jako 38 strażnica WOP (Grimmitz). Kierownictwo strażnicy stanowili: komendant strażnicy, zastępca komendanta do spraw polityczno-wychowawczych i zastępca do spraw zwiadu. Strażnica składała się z dwóch drużyn strzeleckich, drużyny fizylierów, drużyny łączności i gospodarczej. Etat przewidywał także instruktora do tresury psów służbowych oraz instruktora sanitarnego.
Rozkazem ND WP nr 077/Org. z 13.02.1947 rozformowano 38 strażnicę WOP Grzmiąca.

## Sąsiednie strażnice
- 37 strażnica WOP Kłopot ⇔ 39 strażnica WOP Busch Flf. – 1946[1].

## Komendanci/dowódcy strażnicy
- por Kazimierz Maciejewski (od 11.10.1945)
- nn

Wykaz komendantów/dowódców strażnicy poniżej podano za Józef Ostrowski: Lubuska Brygada Wojsk Ochrony Pogranicza 1945–1989. Ludzie – wydarzenia. s. 4.
- por. Kazimierz Maciejewski
- ppor. Tadeusz Skrzyszewski
- ppor. Wacław Zygadło
- chor. Władysław Wójcik.